# Моро, Карлос Эдуардо
Карлос Эдуардо Моро (порт. Carlos Eduardo Moro; 26 августа 1981, Шапеко, Бразилия), более известный как Карлиньос — бразильский футболист, игрок в мини-футбол, защитник.

## Биография
Карлиньос начинал карьеру в «Палмейрасе» и «Тоззо Шапеко», а в 2002 году перешёл в «Карлус-Барбоза». В составе этого клуба бразилец стал чемпионом Бразилии и обладателем Межконтинентального Кубка. В 2006 году Карлиньос перебрался в испанский чемпионат, став игроком «Аутос Лобелье». Он провёл в Испании три года, став за них обладателем неофициального европейского Кубка обладателей кубков по мини-футболу, после чего вернулся в «Карлус-Барбоза».
Летом 2011 года прошла информация, что Карлиньос перешёл в российский клуб «Дина». Год бразилец доиграл в Бразилии, но потом всё же перебрался в Россию и дебютировал за «Дину» в конце января 2012 года.
Карлиньос входил в состав бразильской сборной на триумфальном для них чемпионате мира 2008 года.

## Достижения
- Чемпион мира по мини-футболу (1): 2008
- Обладатель Межконтинентального Кубка по мини-футболу 2004
- Чемпион Бразилии по мини-футболу (2): 2004, 2009
- Обладатель Кубка обладателей кубков по мини-футболу 2007
- Чемпион России по мини-футболу (1): 2014